# 국도 제70호선 (미국)

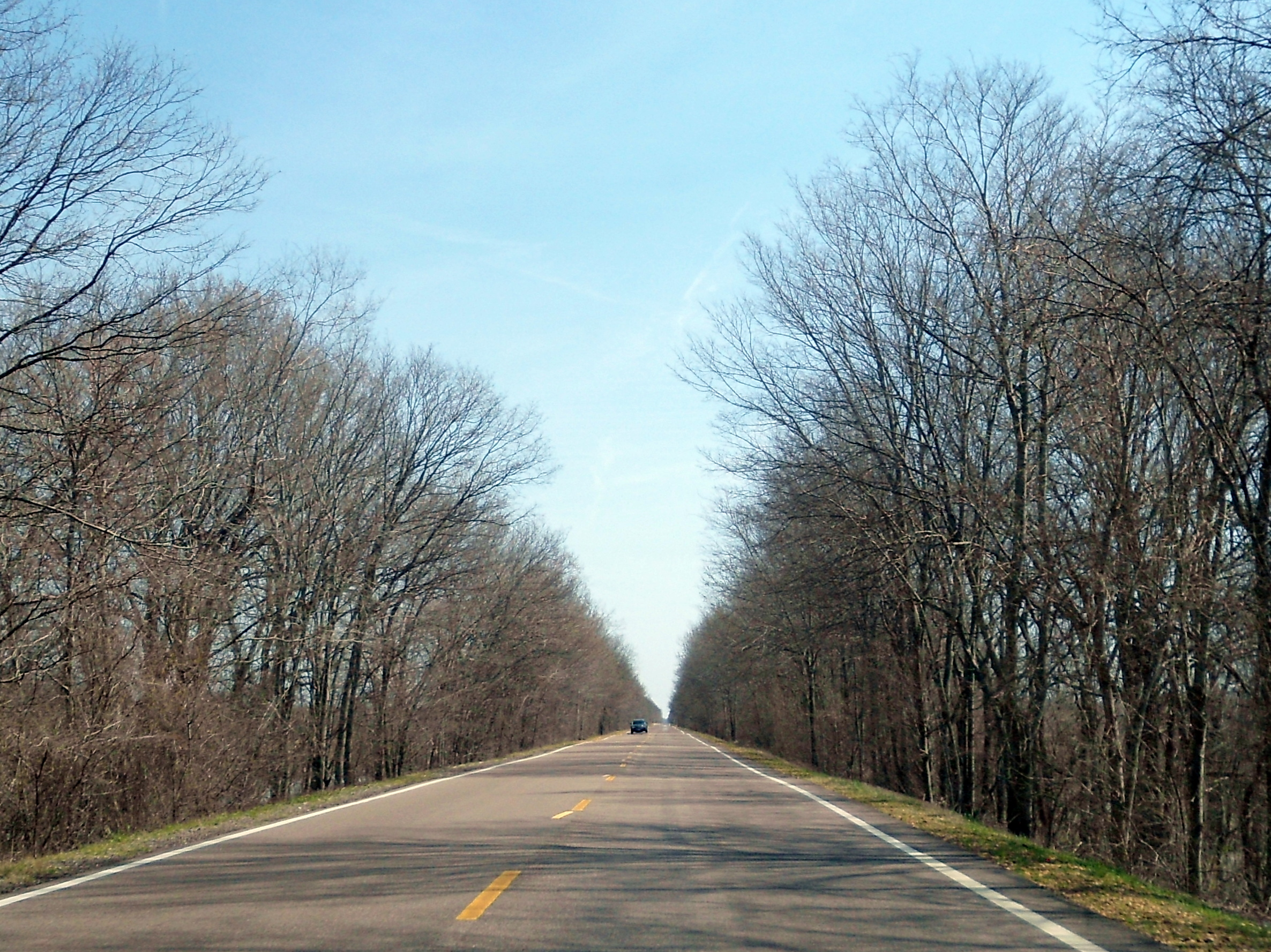
아칸소주 몬로 군의 셰필드 넬슨 대그마르 야생동물 관리 구역 부근을 지나가고 있는 US 70 국도 전경.

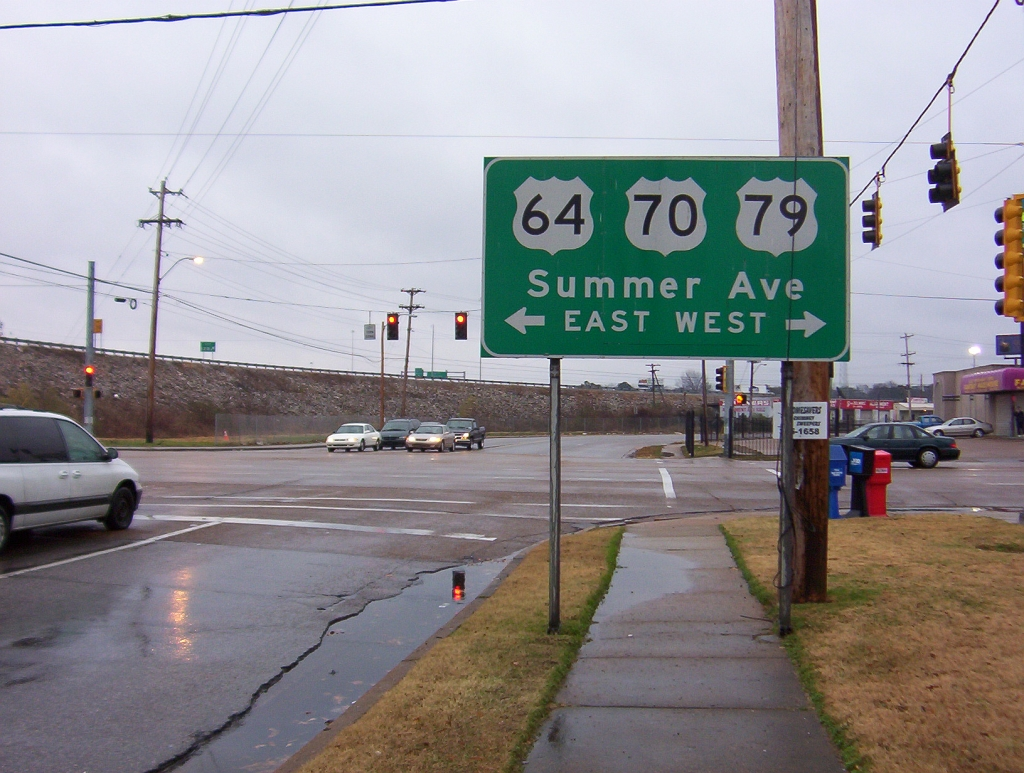
테네시주 멤피스에서 서로 겹쳐져 있는 US-64/US-70/US-79 등 3개의 국도 노선이 서로 나란히 만나는 모습

미국 70번 국도(U.S. Route 70, US 70)는 애리조나주의 글로브에서 노스캐롤라이나주의 애틀란틱 (노스캐롤라이나주)까지 이어주는 총 연장 3,832 km의 거리를 가진 미국의 일반 국도이다. 그러나 이 국도는 80번 국도와 더불어 미국을 동서로 이어주는 일반 국도이기도 하며, 미국 남동부와 미국 남부, 미국 남서부 등을 직선으로 이어주는 일반 국도이기도 하며, 예전에는 태평양에서 대서양까지 이어주게 되는 일반 국도이기도 하나, 한 때에는 로스앤젤레스까지 연장된 적이 있다. 다만, 이전에 사용되었던 미국 70번 국도는 US 60과 SR 77로 각각 분리시킨 바 있다. 또한 현재는 주간고속도로의 체계가 완전히 이루어지기 직전까지만 하여도 70번 국도가 미국의 주요 동서간 간선축 대로로 지정되어 있어, 미국의 간선도로라는 별명을 붙기도 한다. 1951년에는 이 도로가 보물길로 지정된 적이 있다. 

## 주요 경유지
70번 국도가 통과하고 있는 주는 다음과 같다.
| 주요 경로 및 거리 |           |       |
| \| 지역 \| 거리 (mi) \| (km) \| \| ---------------- \| --------- \| ----- \| \| 애리조나주 \| 122 \| 196 \| \| 뉴멕시코주 \| 448 \| 721 \| \| 텍사스주 \| 255 \| 410 \| \| 오클라호마주 \| 290 \| 467 \| \| 아칸소주 \| 291 \| 468 \| \| 테네시주 \| 480 \| 773 \| \| 노스캐롤라이나주 \| 495 \| 797 \| \| 합계 \| 2,381 \| 3,382 \| |           |       |
| 지역 | 거리 (mi) | (km)  |
| 애리조나주 | 122       | 196   |
| 뉴멕시코주 | 448       | 721   |
| 텍사스주 | 255       | 410   |
| 오클라호마주 | 290       | 467   |
| 아칸소주 | 291       | 468   |
| 테네시주 | 480       | 773   |
| 노스캐롤라이나주 | 495       | 797   |
| 합계 | 2,381     | 3,382 |

## 관련 국도
- 국도 제170호선 (미국)
- 국도 제270호선 (미국)
- 국도 제370호선 (미국)

## 같이 보기
- 주간고속도로 제40호선